# Liste des astronautes japonais
Quatorze japonais ont participé à des vols spatiaux à ce jour. Parmi eux, onze étaient des astronautes professionnels (9 hommes et 2 femmes), deux étaient des touristes spatiaux et un était un journaliste ayant participé à un vol spatial commercial Soyouz.
Six des onze astronautes professionnels ont pris leur retraite, tandis que cinq (surlignés en orange dans le tableau) restent en service actif au sein du corps des astronautes japonais (en) de la JAXA.
La dernière sélection, de deux astronautes, a eu lieu en 2023 parmi 4127 candidats. Ces astronautes sont surlignés en vert. Aucune date de vol les concernant n'a été communiquée pour le moment, mais ils pourraient prendre part au programme lunaire Artémis dans le cadre de la collaboration avec la NASA,.
Deux astronautes japonais se sont rendus dans l'espace en même temps à deux reprises :
- Soichi Noguchi et Naoko Yamazaki du 5 avril 2010 au 20 avril 2010
- Soichi Noguchi et Akihiko Hoshide du 23 avril 2021 au 2 mai 2021

## Liste
| #  | Nom                                                                       | Photo | Mission(s) (dates) | Nombre de vols | Durée cumulée des vols         | Nombre de sorties extravéhiculaires | Durée des sorties extravéhiculaires | Membre du corps d'astronautes de la JAXA | Remarques |
| -- | ------------------------------------------------------------------------- | ----- | --- | -------------- | ------------------------------ | ----------------------------------- | ----------------------------------- | ---------------------------------------- | --- |
| 1  | Toyohiro Akiyama (japonais : 秋山 豊寛), né le 22 juillet 1942            |       | Soyouz TM-11, 02/12/1990 - 10/12/1990 | 1              | 7 jours 21 heures 54 minutes   | 0                                   | 0                                   | Non                                      | Le premier journaliste dans l'espace, premier Japonais dans l'espace, premier civil à bord d'un vol spatial commercial, chercheur cosmonaute, professeur à l'Université d'art et de design de Kyoto |
| 2  | Mamoru Mōri (japonais : 毛利 衛), né le 29 janvier 1948                   |       | Endeavour STS-47, 12/09/1992 - 20/09/1992 Endeavour STS-99, 11/02/2000 - 22/02/2000 | 2              | 19 jours 4 heures 8 minutes    | 0                                   | 0                                   | Oui (ancien membre)                      | Le premier astronaute japonais d'un programme spatial japonais officiel, Docteur ès sciences en chimie, Spécialiste de la charge utile, spécialiste de mission.                                     |
| 3  | Chiaki Mukai (japonais : 向井 千秋), né le 6 mai 1952                     |       | Columbia STS-65, 08/07/1994 - 23/07/1994, Disvovery STS-95, 29/10/1998 - 07/11/1998 | 2              | 23 jours 15 heures 39 minutes  | 0                                   | 0                                   | Oui (ancienne membre)                    | La première femme astronaute du Japon, cardiochirurgienne, spécialiste de la charge utile |
| 4  | Koichi Wakata (japonais : 若田 光一), né le 1er août 1963                 |       | Endeavour STS-72, 11/01/1996 - 20/01/1996 Discovery STS-92, 11/10/2000 - 24/10/2000 Discovery STS-119, ISS-18, 19, 20, Endeavour STS-127, 15/03/2009-03-15 - 31/07/2009, Soyouz TMA-11M, ISS-38, 39, 07/11/2013 - 14/05/2014 SpaceX Crew-5, ISS-68, 69, 05/10/2022-- 12/03/2023 | 5              | 504 jours 18 heures 33 minutes | 2                                   | 14 heures 2 minutes                 | Oui (ancien membre)                      | Spécialiste de mission, ingénieur de vol, commandant de ISS-39. |
| 5  | Takao Doi (japonais : 土井 隆雄), né le 18 septembre 1954                 |       | Columbia STS-87, 19/11/1997 - 05/12/1997, Endeavour STS-123, 11/03/2008 - 25/03/2008 | 2              | 31 jours 10 heures 45 minutes  | 2                                   | 12 heures 42 minutes                | Oui (ancien membre)                      | Docteur en sciences en génie aérospatial, Docteur en Astronomie, spécialiste de mission. |
| 6  | Soichi Noguchi (japonais : 野口 聡一), né le 15 avril 1965                |       | Discovery STS-114, 2005-07-26 - 2005-08-09 Soyouz TMA-17, ISS-22, 23, 20/12/2009 - 02/06/2010 SpaceX Crew-1, ISS-64, ISS-65 | 3              | 344 jours 9 heures 33 minutes  | 3                                   | 20 heures 5 minutes                 | Oui (ancien membre)                      | Ingénieur aéronautique, spécialiste de mission, ingénieur de vol. |
| 7  | Akihiko Hoshide (japonais : 星出 彰彦) né le 28 décembre 1968             |       | Discovery STS-124, 2008-05-31 - 2008-06-14 Soyouz TMA-05M, ISS-32, 33, 2012-07-15 - 2012-11-19,SpaceX Crew-2, ISS-65, 2021-04-23 - 2021-11-09 | 3              | 340 jours 11 heures 41 minutes | 3                                   | 21 heures 3 minutes                 | Oui                                      | Spécialiste de mission, ingénieur de vol. |
| 8  | Naoko Yamazaki (japonais : 山崎 直子), née le 27 décembre 1970            |       | Discovery STS-131, 05/04/2010 - 20/04/2010 | 1              | 15 jours 2 heures 47 minutes   | 0                                   | 0                                   | Oui (ancienne membre)                    | Ingénieure aéronautique, spécialiste de mission. |
| 9  | Satoshi Furukawa (japonais : 古川 聡), né le 4 avril 1964                 |       | Soyouz TMA-02M, ISS-28, 29, 07/07/2011 - 22/11/2011 | 1              |                                | 0                                   | 0                                   | Oui                                      | Chirurgien, ingénieur de vol. |
| 10 | Kimiya Yui (japonais : 油井 亀美也) né le 30 janvier 1970                 |       | Soyouz TMA-17M, ISS-44, 45, 22/07/2015- 11/12/2015 | 1              | 141 jours 16 heures 9 minutes  | 0                                   | 0                                   |                                          | Colonel de l'armée de l'air japonaise, ingénieur de vol. |
| 11 | Takuya Onishi (japonais : 大西 卓哉) né le 22 décembre 1975               |       | Soyouz MS-01, ISS-48, ISS49, 07/07/2016 - 30/10/2016 | 1              | 115 jours 2 heures 21 minutes  | 0                                   | 0                                   |                                          | ingénieur de vol. |
| 12 | Norishige Kanai (japonais : 金井 宣茂) né le 5 décembre 1976              |       | Soyouz MS-07, ISS-54, 55, 17/12/2017 - 03/06/2018 | 1              | 168 jours 5 heures 18 minutes  | 1                                   | 5 heures 57 minutes                 |                                          | Médecin, ingénieur de vol. |
| 13 | Yusaku Maezawa (japonais : 前澤 友作) né le 22 novembre 1975              |       | Soyouz MS-20, 08/12/2021 - 20/12/2021 | 1              | 11 jours 10 heures 9 minutes   | 0                                   | 0                                   | Non                                      | Touriste spatial |
| 14 | Yozo Hirano (japonais : 平野 陽三) né en 1985                             |       | Soyouz MS-20, 08/12/2021 - 20/12/2021 | 1              | 11 jours 10 heures 9 minutes   | 0                                   | 0                                   | Non                                      | Touriste spatial |
| 15 | Makoto Suwa ! style="background:#FAEBD7"/>(japonais : 諏訪 理) né en 1977 |       | | 0              | 0                              | 0                                   | 0                                   | Oui                                      | Sélectionné en 2023. A participé au vol Airbus Zéro G avec les astronautes européens début 2024. |
| 16 | Ayu Yoneda (japonais : 米田 あゆ) née en 1995                             |       | | 0              | 0                              | 0                                   | 0                                   | Oui                                      | Sélectionnée en 2023. A participé au vol Airbus Zéro G avec les astronautes européens début 2024.                                                                                                   |

## Réferences
1. ↑  (en) JAXA  Human Spaceflight Technology Directorate, « JAXA Astronauts » (consulté le 4 mai 2024)
2. ↑  (ja) JAXA Human Spaceflight Technology Directorate, « 宇宙飛行士候補者2名が基礎訓練を公開し、近況を報告 (Deux candidats astronautes ouvrent leur formation de base au public et rendent compte de leurs récents progrès.) » (consulté le 4 mai 2024)
3. ↑  (ja) JAXA Human Spaceflight Technology Directorate, « 宇宙飛行士候補者2名がそろい、今後の基礎訓練に向けて報道陣の質問に対応 (Les deux aspirants astronautes répondent ensemble aux questions de la presse avant leur prochaine formation de base) » (consulté le 4 mai 2024)
4. ↑  William Harwood, « Realtime coverage of U.S. EVA-20 (P6 coolant radiator bypass) » [archive du 22 juillet 2017], CBS News, 11 janvier 2012
5. ↑  (en) « Statistics - Kanai Norishige » [archive du 27 octobre 2020], spacefacts.de (consulté le 22 décembre 2017)